# Трииодид-диантимонид тетрартути
Трииодид-диантимонид тетрартути — неорганическое соединение,
смешанная соль ртути
с формулой Hg4Sb2I3,
серо-чёрные кристаллы.

## Получение
- Нагревание в вакууме смеси ртути, сурьмы и иодида ртути(I):

{\displaystyle {\mathsf {3Hg_{2}I_{2}+4Sb+2Hg\ {\xrightarrow {260-280^{o}C}}\ 2Hg_{4}Sb_{2}I_{3}}}}
- Нагревание в вакууме смеси ртути, сурьмы и иодида ртути(II):

{\displaystyle {\mathsf {3HgI_{2}+4Sb+5Hg\ {\xrightarrow {260-280^{o}C}}\ 2Hg_{4}Sb_{2}I_{3}}}}

## Физические свойства
Трииодид-диантимонид тетрартути образует серо-чёрные кристаллы
кубической сингонии,
пространственная группа P a3,
параметры ячейки a = 1,34392 нм, Z = 8
.

## Химические свойства
- Не реагирует с неокисляющими кислотами, разлагается щелочами и окисляющими кислотами, а также кипящей водой.